# Borovo
Borovo, precedentemente chiamata Borovo Selo, è una città e una municipalità croata situata nella Sirmia occidentale e facente parte, a livello amministrativo, della regione di Vukovar e della Sirmia. Ha una popolazione di 5 360 abitanti, a larga maggioranza serba (86.56%).
Borovo è situata a pochi chilometri a nord di Vukovar, città capoluogo della regione, e confina con il sobborgo industriale nordoccidentale (Borovo Naselje) di quest'ultima.

## L'incidente di Borovo Selo
Il 2 maggio 1991 la cittadina fu teatro di un episodio sanguinoso, noto come l'incidente di Borovo Selo, che avrebbe costituito uno dei prodromi delle guerre jugoslave.
Il 1º maggio, quattro poliziotti croati, che avevano tentato di issare la bandiera della Croazia al posto di quella jugoslava, furono assaliti e presi prigionieri dalla popolazione.
Il giorno seguente un contingente di polizia di 150 uomini fu inviato a Borovo per ordine delle autorità croate di Osijek col compito di liberarli, ma si scontrò con un gruppo di miliziani serbi appostati in città.
Nel caos dello scontro a fuoco, furono uccisi dodici poliziotti croati e altri venti rimasero feriti.
Vi furono dei morti anche da parte serba (da tre a venti a seconda delle fonti).
Dopo lo scontro i corpi dei poliziotti croati morti furono mutilati dai miliziani. Le mutilazioni furono considerate dai croati, e anche da alcuni osservatori stranieri, come una mossa calcolata al fine di alimentare l'odio interetnico.